# Resolució 2257 del Consell de Seguretat de les Nacions Unides
La Resolució 2257 del Consell de Seguretat de les Nacions Unides fou adoptada per unanimitat el 22 de desembre de 2015. Després de considerar un informe del Secretari General Ban Ki-moon, sobre la Força de les Nacions Unides d'Observació de la Separació (UNDOF) i reafirmant la resolució 1308 (2000), el Consell va prorrogar el seu mandat per uns altres sis mesos, fins al 30 de juny de 2016.
El Consell va assenyalar que la situació a l'Orient Mitjà es mantenia tibant, i que no es veien millores a curt termini. Es va demanar a totes les parts implicades en la Guerra Civil siriana que cessessin les seves accions militars a la zona i que complissin amb el dret internacional humanitari. Durant aquestes accions s'hi va desplegar armament pesant i s'havien produït atacs contra la UNDOF.
El Consell de Seguretat va demanar la implementació de la Resolució 338 (1973) que exigia la celebració de negociacions entre les parts per a la solució pacífica de la situació a l'Orient Mitjà. També va demanar a les parts que respectessin l'alto el foc i les posicions de la UNDOF a la zona de separació, que deixessin el pas fronterer de Quneitra i que tornessin els equips robats de l'ONU.